# Mujer demente (La monomaníaca de la envidia)
La mujer demente o La monomaníaca de la envidia es un óleo sobre lienzo del autor romántico Théodore Géricault, datada entre los años 1819 y 1822. Fue encargada por el psiquiatra Étienne-Jean Georget junto a otras obras más del mismo conjunto de retratos de enfermos mentales.
Ante unos tiempos convulsos, habiendo vestigios de la Revolución Francesa de 1789, Géricault nació en 1791 en la región de Normandía y de niño tuvo que trasladarse a París. Ya desde niño era conocedor de las enfermedades mentales debido a que parte de su familia (su madre y su abuelo) padecían de algunas de ellas. Al morir su madre en 1808, comienza a dedicarse al arte y estudia a grandes artistas franceses, en este momento conocerá a Delacroix y comenzarán una gran amistad. Tiempo después, decidirá a emprender el Grand Tour, para conocer las obras de Miguel Ángel y Caravaggio. Allí, desarrolla la litografía y escultura.
Sin embargo, fue a partir de 1818 cuando adquiere cierta relevancia con su cuadro La balsa de de la Medusa (1818-1819), quería reflejar los acontecimientos trágicos del navío Medusa que partió en 1816 hacia Senegal. Con esto, le invitan a estudiar los cadáveres en la morgue y aprovecha para estudiar su anatomía. Desgraciadamente, se dice que, debido al agotamiento ocasionado por realizar tantas obras, tuvo que acudir a un hospital psiquiátrico; es ahí donde conocerá a Étienne-Jean Georget.

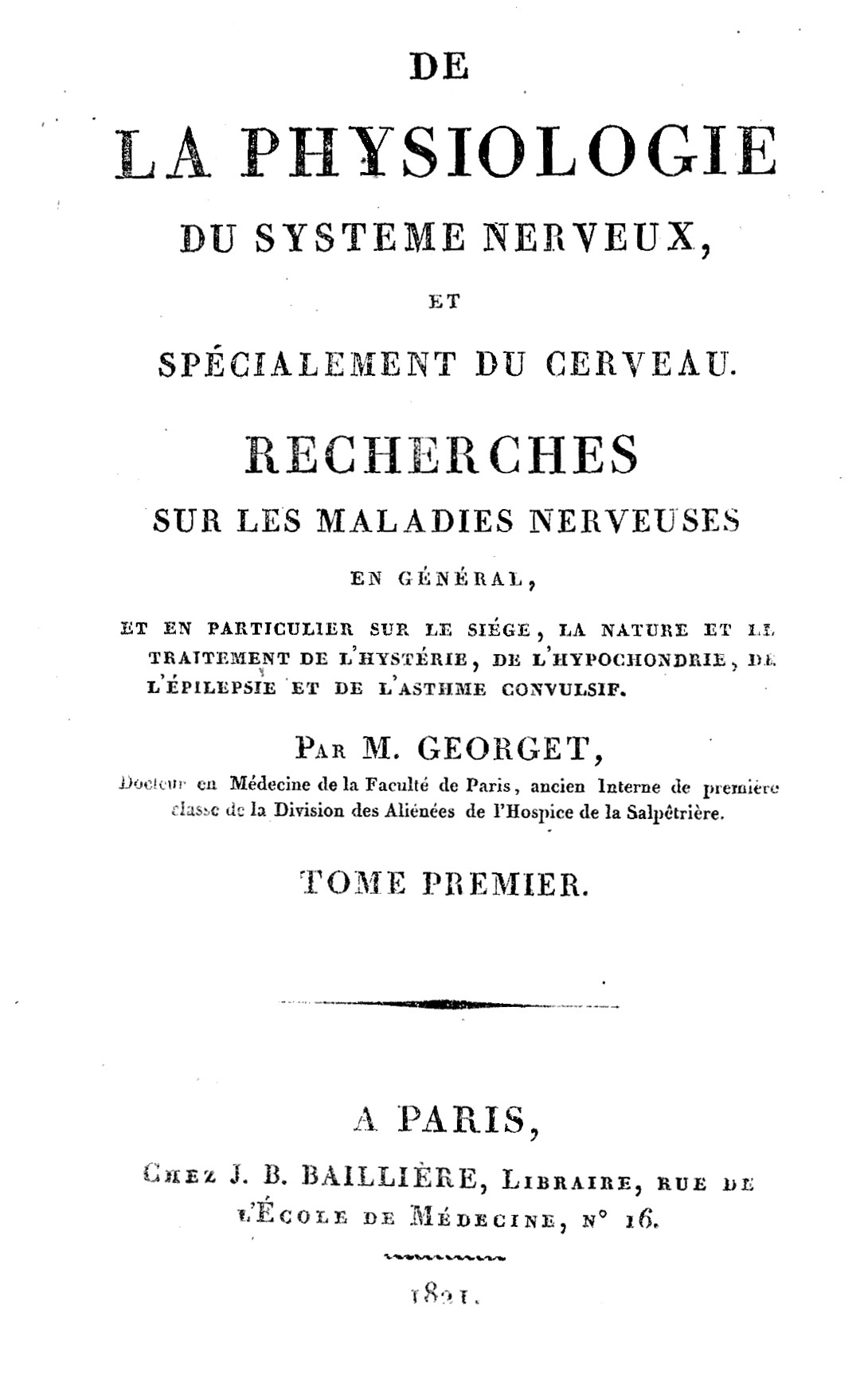
De la physiologie du systeme nerveux, E. J. Georget, 1821

En los últimos años del artista, Georget, que era médico en la Salpêtrière, le encargará una serie de un conjunto de retratos de sus pacientes: Las Monomanías. Consta de un total de diez cuadros, de los cuales seis se conservan a día de hoy, entre ellos: La mujer demente.
Este óleo sobre lienzo corresponde a uno de los primeros acercamientos que tiene el autor con los enfermos mentales, acudió a los estudios de la fisionomía y la frenología, la cual fue estudiada por el doctor emergente Franz Joseph Gall. La fisionomía consiste en la relación de la manera de ser de las personas con sus rasgos y expresiones, mientras que la frenología se trataba de un estudio que defiende la idea de que la forma del cráneo se relacionaba con la forma del cerebro.
El lienzo se encuentra actualmente en el Musée des Beaux-Arts de Lyon en Francia. Resulta que fue hallada en Alemania años más tarde de la muerte de Géricault por el crítico Louis Viardot. Gracias a él, se supo que iban dirigidas a Georget, pero se desconoce cuál era su intención a la hora de hacer el encargo.
No obstante, el retrato recibe el nombre original de La monomane de l’envie o La Hyène de la Salpêtrière, pues representa en una mujer anónima de edad avanzada sus celos o incluso esquizofrenia. Esto se llega a saber dado que Géricault bebe de las teorías pseudocientíficas de la fisionomía y la frenología.
Es evidente la inquietud de la mujer, tal es así que da la sensación de que está alerta por algo en cuestión, su mirada está llena de celos. Destacan sus ojos negros como el carbón, brillantes, a la vez que están rojos y humedecidos. Está mirando hacia un lado evitando mantener contacto visual con el espectador, con los labios ligeramente apretados haciendo una mueca hacia arriba. Además, se deja intuir un ceño fruncido, causa de esas arrugas en la nariz. Recibió el nombre de La Hyène dado que así se refería Georget a este padecimiento.
El retrato de esta mujer destaca por la luminosidad de su rostro en contraste con los colores ocres del fondo y de la ropa, en la cual sólo destaca ese color rojo, pero el autor llega a mostrar gran interés en la mirada de la paciente, captando con minuciosidad las patologías de su enfermedad.

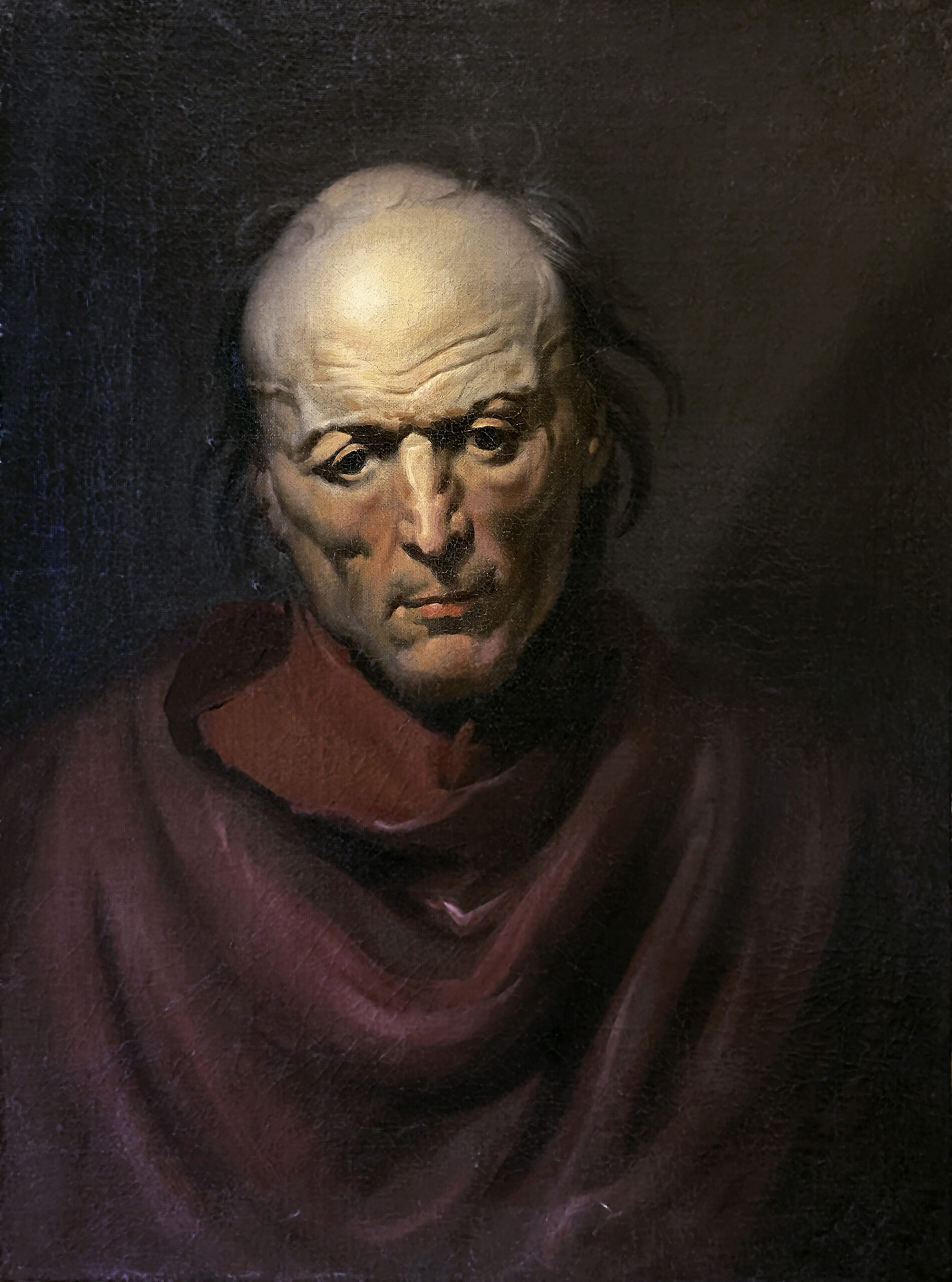
El hombre melancólico (ca.1820)

Como pintor romántico, Géricault abandona el canon clásico, lo bello, y se evade de las temáticas tradicionales y sugiere nuevo símbolos, como son los enfermos mentales en este caso. Se vuelve más importante la condición humana, su sufrimiento y desesperación contrapuesto a la naturaleza y por ello, este retrato puede llegar a ser sublime.
Al morir, repartió como legado los diez retratos entre dos discípulos suyos, de los cuales los otros cuatro se desconoce su paradero. La obra La monomane de l’envie junto al resto de retratos, en la actualidad fueron eclipsadas por otras del artista como La balsa de la Medusa, pero adquirieron durante la pandemia mayor relevancia tras el descubrimiento de una sexta monomanía por el doctor Javier Burgos: El hombre melancólico.